# 赤塚篤紀
赤塚 篤紀（あかつか あつのり、1975年9月1日 - ）は、日本の俳優。愛知県出身。血液型B型。

## 来歴
1996年3月、北区つかこうへい劇団に第6期生として入団。
1997年3月、劇団新人作家公演「エコロマン（作・演出 関根和夫）」にて主演。
2001年5月27日、劇団ウェブサイトにて「7代目木村伝兵衛（つかこうへい代表作「熱海殺人事件」の主役）」襲名披露。その後、同劇団主演男優として多くの舞台に立つ。
2003年8月、同劇団を退団、スペースクラフト・エンタテインメントに移籍。
2019年4月、同事務所を退所。

## 主な出演作品

### 舞台
1998年
- 「私が愛したスーパーマン」作 柳本博　演出 柳本博
- 「ロマンス〜いつも心に太陽を〜」作・演出 つかこうへい
- 「エコロマン」作 関根和夫　演出 関根和夫

1999年
- 「ロマンス」作・演出　つかこうへい
- 「二等兵物語'60」作・演出 つかこうへい

2000年
- 「ロマンス」作 つかこうへい　演出 吉田智則
- 「熱海殺人事件〜売春捜査官〜」作・演出 つかこうへい
- 「蒲田行進曲完結編〜銀ちゃんが逝く〜」作・演出　つかこうへい　主演：内田有紀
- 「ロマンス」作・演出　つかこうへい　主演・青木シゲル役
- 「ロマンス2〜沖縄・雨の蝋人形館〜」作・演出 つかこうへい
- 「二等兵物語」作・演出 つかこうへい
- 「熱海殺人事件〜ザ・ロンゲスト・スプリング〜」（蛍が帰ってくる日）作 つかこうへい　演出 武田義晴　主演・木村伝兵衛役

2001年
- 「ストリッパー物語－赤塚篤紀緊急スペシャルー」作・演出 つかこうへい　主演・ヒモの重さん役、共演・渋谷亜希
- 「熱海殺人事件〜ザ・ロンゲスト・スプリング〜」（蛍が帰ってくる日）作・演出 つかこうへい　主演・木村伝兵衛役
- 「新・飛龍伝」作・演出 つかこうへい　主演：内田有紀、京都大学赤塚書記長役
- 「ロマンス」作・演出 つかこうへい　主演・青木シゲル役

2002年
- 「長島茂雄殺人事件」作・演出 つかこうへい
- 「熱海殺人事件〜モンテカルロ・イリュージョン〜」作・演出 つかこうへい　主演・阿部寛、内田有紀
- 「透明人間の蒸気〜The kiss of an Invisible Man〜」作 野田秀樹　演出 岡村　俊一　主演・筧利夫、小西真奈美
- 「熱海殺人事件〜ザ・ロンゲスト・スプリング〜」（蛍が帰ってくる日）作 つかこうへい　演出 嶋　祐一郎　主演・木村伝兵衛役

2003年
- つかこうへいダブルス2003「幕末純情伝」作 つかこうへい　演出 杉田成道　主演・筧利夫、広末涼子
- つかこうへいダブルス2003「飛龍伝」作・演出　つかこうへい　主演・筧利夫、広末涼子

2004年
- 「ロミオとジュリエット」（東京グローブ座改装披露記念公演）作 ウィリアム・シェイクスピア　翻訳 河合祥一郎　演出 鴻上尚史　主演・東山紀之、共演　瀬戸朝香
- 「SAY YOU KIDS」（トニセン3部作完結編）作・演出　横内謙介　主演・20th Century（坂本昌行、長野博、井ノ原快彦）
- 「熱海殺人事件〜平壌から来た女刑事〜」作・演出 つかこうへい　主演・黒木メイサ、共演・木村伝兵衛役
- 「ファミリーナ」作・演出 MAW

2005年
- 「熱海殺人事件〜平壌から来た女刑事〜」作・演出 つかこうへい　主演・黒谷友香、共演・木村伝兵衛役
- 「エビ大王」（Team ARAGOTO Vol.1）作 洪元基　訳 馬政熙　演出 岡村俊一　主演・筧利夫
- 「風を見た女-神林美智子外伝-」（初級革命講座飛龍伝より）作 つかこうへい　演出 つかこうへい、西澤　周市

2006年
- 「熱海殺人事件〜売春捜査官〜」作・演出　つかこうへい　主演・黒谷友香
- 「蒲田行進曲〜城崎非情編〜」作・演出　つかこうへい　主演・錦織一清、共演・風間俊介

2007年
- ミュージカル「ANGEL GATE」作 横山由和　 浅井さやか　演出 浅井さやか
- 「熱海殺人事件〜売春捜査官〜」作・演出　つかこうへい　主演・黒谷友香
- -ライブドラマ2007-「東京等身大II〜生きづらい女たち」作　金杉弘子　演出　大木綾子

2008年
- 「メモリーズ3 〜サード・オファー〜」作 妹尾匡夫　演出 中野俊成
- 「幕末純情伝」作・演出　つかこうへい　主演・石原さとみ、共演・真琴つばさ

2009年
- 「東京アリス」原作　稚野鳥子　作・演出 大木綾子　主演・石川梨華、吉澤ひとみ

2010年
- 「飛龍伝2010〜ラストプリンセス」作・演出 つかこうへい　主演・黒木メイサ、共演・徳重聡
- 「笑う喫茶店」作・演出　江頭美智留（原案・k.r.Arry）

2011年
- 「北区つかこうへい劇団解散公演第3弾『ロマンス』」作・つかこうへい　ゲスト出演
- 「信長」作・演出　藤森一朗　企画・制作　エアースタジオ　佐久間盛重役

2012年
- 「RE-INCARNATION」作・演出　西田大輔　Office Endless Produce  黄忠漢升役 　主演・米倉利紀
- 「ヒポクリティカル・アイランド〜根人とガッジョと豚の狩人〜」作・演出　宮川賢　劇団ビタミン大使ABC Presents

2013年
- 「RE-INCARNATION」作・演出　西田大輔　Office Endless Produce  黄忠漢升役 　主演・米倉利紀
- 「RE-INCARNATION　RE-BIRTH」作・演出　西田大輔　Office Endless Produce  黄忠漢升役 　主演・米倉利紀
- 「知り難きこと陰の如く、動くこと雷霆の如し」作・演出　西田大輔　Office Endless Produce  エルンスト・レーム役、ヘルムート・イェームス・フォン・モルトケ役

2014年
- 「REVELATION GARDEN - スパルタクスの反乱 -」 作・演出　西田大輔 　主演・広瀬友祐　　制作・主催　ダイス　ガイウス・クラウディウス・グラベル役
- 「RUSTRAIN FISH」　作・演出　西田大輔　Office Endless Produce　　訪問者5（広田弘毅）役
- 「RE-INCARNATION RE-VIVAL」作・演出　西田大輔　Office Endless Produce  黄忠漢升役 ゲスト出演

2015年
- 「桜の花の満開の下」「仄々明晰夢」作・演出　西田大輔　Office Endless Produce
- 「知り難きこと陰の如く、動くこと雷霆の如し」作・演出　西田大輔　Office Endless Produce  エルンスト・レーム役、ヘルムート・イェームス・フォン・モルトケ役
- 「チョイスw」作・演出　黒川恭祐
- 「RE-INCARNATION RE-VIVAL」作・演出　西田大輔　Office Endless Produce  黄忠漢升役

2016年
- 「RE-INCARNATION RE-VIVAL」作・演出　西田大輔　Office Endless Produce  黄忠漢升役

2017年
- 「トワイスアップ〜スペースオペラは今はいらない〜」作　山本タク　構成・演出：八木橋 修／山本タク
- 「トワイスアップ〜沈んだ碧は息ができないそんな場所〜」作　山本タク　構成・演出：八木橋 修／山本タク
- 「モンタージュ」作：中野智行(PaniCrew)／飯田麻友　演出：中野智行(PaniCrew)
- 「トワイスアップ～自分を偽るそんな夜に本音を語れる雪が降る～」　作　山本タク　構成・演出：八木橋 修／山本タク

2018年
- 「モデラート」作：平野建(アフリカ座)　演出：中野智行(PaniCrew)
- 「曇天プラネタリウム」作：大春ハルオ（劇団ラチェットレンチ）　演出：平野建（アフリカ座）／井上賢吏（劇団ラチェットレンチ）
- 「INFINITY」作・演出補：平野建(アフリカ座)　演出：中野智行(PaniCrew)
- 「QUICK DRAW」作・演出：浅沼晋太郎（bpm）
- 「BEGINNING～戦国到来奇譚～」作・演出 : 平野建（アフリカ座）  総合演出 : 中野智行(PaniCrew)
- 「MAGIC ✖ MAGIC」作：山本偉地位 　演出：中野智行(PaniCrew)
- 「モンブラン～黄昏のROUTE69～　作 : 平野建（アフリカ座）　演出：中野智行(PaniCrew)
- 「リライト」　作：田中智大（team: Boiz entertainment）　演出：中野智行(PaniCrew)

2019年
- 「舞台 どろろ」 原作：手塚治虫　作・演出　西田大輔　脚本協力：小林靖子／吉村清子／金田一明／村越 繁    企画・制作：エイベックス・エンタテインメント／Office ENDLESS        琵琶丸 役

### 映画
2004年
- 「忍-SHINOBI-」原作　山田風太郎　「甲賀忍法帖」監督 下山天　製作・配給　松竹株式会社

2007年
- 「イッツ・ア・ニューデイ」監督 梅沢利之　脚本 藤平久子　企画・製作著作　スペースクラフトグループ　配給　スペースクラフト・エンタテインメント

2008年
- 「カイジ」原作　福本伸行　監督 佐藤東弥　企画・製作　日本テレビ放送網株式会社　配給　東宝株式会社

2017年
- 「橋上ブルー」　脚本監督：山本甲斐

### テレビ
2006年
- 「Woman's　Island　〜彼女たちの選択〜」（マキアージュ　ドラマスペシャル）製作著作 日本テレビ

2007年
- 「病院のチカラ〜星空ホスピタル〜」（第1話）　制作著作 NHK
- 「はぐれ刑事純情派」＜スペシャル＞　監督 岡屋龍一　脚本 難波江由紀子　制作 テレビ朝日、東映
- 「新・科捜研の女」＜スペシャル＞　監督 辻野正人　　脚本 櫻井武晴　制作　テレビ朝日　東映

2008年
- 「東京大空襲」（日本テレビ開局55周年記念スペシャルドラマ）監督 上川伸廣　演出 長沼誠　脚本 渡辺雄介　上川伸廣　寺田敏雄　製作著作　日本テレビ
- 「陽炎の辻2〜居眠り磐音　江戸双紙〜」（第7話）演出 周山誠弘　原作 佐伯泰英　脚本 尾西兼一　制作著作　NHK

2009年
- 「ハンチョウ〜神南署安積班〜」（第13話）演出 和田旭　原作 今野敏　脚本 難波江由紀子　製作ドリマックス・テレビジョン、TBS
- 「オトコマエ!2」（第10話）演出 田中英治　原作 井川香四郎　脚本 菱田信也　制作著作　NHK

2010年
- 「ハンチョウ〜神南署安積班〜　－SERIES3－」（第3話）演出 村田忍　　原作 今野敏　　脚本 大川俊道　製作ドリマックステレビジョン、TBS

2011年
- 「ハンチョウ〜神南署安積班〜　－SERIES4－」（第9話）演出 村田忍　　原作 今野敏　　脚本 大川俊道　製作ドリマックステレビジョン、TBS

2012年
- 「おーすとりっぷ　君と、笑顔と。」
  - 　関東地区　10月7日（日）〜TBSにて、毎週日曜日22:54-23:00（全13回）放送
  - 　関西地区　10月14日（日）〜MBSにて、毎週日曜日11:40-11:45（全10回）放送

### ラジオドラマ
- 青春アドベンチャー（NHK-FM）
  - 「白狐魔記　源平の風」（2014年7月）[1]
  - 「白狐魔記　蒙古の波」（2014年9月 - 10月）[2]
  - 「武揚伝」（2018年10月）[3]
- 特集オーディオドラマ（NHK-FM）
  - 「青き風吹く」（2016年1月）[4]
  - 「1975年に生まれて」（2025年3月22日）[5] - チノ 役

### アニメーション（声）
2010年
- 「べるぜバブ 〜拾った赤ちゃんは大魔王！？〜」＜原作＞田村隆平、監督 高本宣弘（アニメーション制作）、ぴえろプラス（制作）ぴえろ（製作）、集英社、2010年10月〜11月、全国5大都市、ジャンプスーパーアニメツアーにて公開

### オリジナルビデオ
- ビーチバレー刑事 北京への道（2008年7月、エースデュースエンタテインメント） - 一条勉/黒太陽 役
- ビーチバレー刑事 テロリンピックを阻止せよ（2008年8月、エースデュースエンタテインメント） - 一条勉/黒太陽 役